# وينغيت هايز
وينغيت هايز هو محامي وسياسي أمريكي، ولد في 1823، وتوفي في 1877. انتخب عضو مجلس نواب رود آيلاند ‏.